# آگبورن سنت اندرو
آگبورن سنت اندرو (به انگلیسی: Ogbourne St Andrew) یک روستا و محله مدنی در بریتانیا است که در ویلتشر واقع شده‌است. آگبورن سنت اندرو ۴۱۷ نفر جمعیت دارد.